# Muséum d’histoire naturelle de Perpignan
Das naturhistorische Museum von Perpignan ist ein naturhistorisches Museum in der französischen Stadt Perpignan im Departement Pyrénées-Orientales.

## Geschichte der Sammlungen
Der Kern der Sammlungen stammt aus dem Kuriositätenkabinett, das 1770 von der Universität von Perpignan gegründet wurde. Zu den ältesten noch erhaltenen Objekten zählt eine ägyptische Mumie, die 1847 von Ibrahim Pascha nach einer Thermalkur in Vernet-les-Bains geschenkt wurde. Dazu beherbergt das Museum Bibliothek und Archiv, die öffentlich zugänglich sind.
1835 übernahm die soeben gegründete Société philomatique de Perpignan die alten Sammlungen des Kabinetts mit dem Ziel, ein naturhistorisches Kabinett zu errichten, in das auch die Sammlungen der Gesellschaft integriert werden sollen. Durch einen Vertrag kaufte die Stadt Perpignan die Sammlungen 1840 und gründete das Naturhistorische Museum. Es war zunächst in der ancienne Université untergebracht und wurde 1900 an den heutigen Standort verlegt.

## Museumsgebäude und Ausstellung
Das Museum befindet sich im ehemaligen auf das 16. Jahrhundert zurückgehende Herrenhaus Ҫagarriga, das im Jahr 1793 das Revolutionstribunal beherbergte. Die Stadt kaufte es im Jahre 1900; im Jahr 1964 wurde es unter Denkmalschutz gestellt. Das Gebäude verfügt gegenwärtig über eine Ausstellungsfläche von 350 Quadratmeter und mehr als 700 Objekte in der Dauerausstellung. Diese präsentiert, dem Profil der Sammlung entsprechend, internationale und regionale Objekte der Archäologie, Zoologie, Mineralogie und Ethnologie (besonders Afrikas und Ozeaniens).

## Galerie

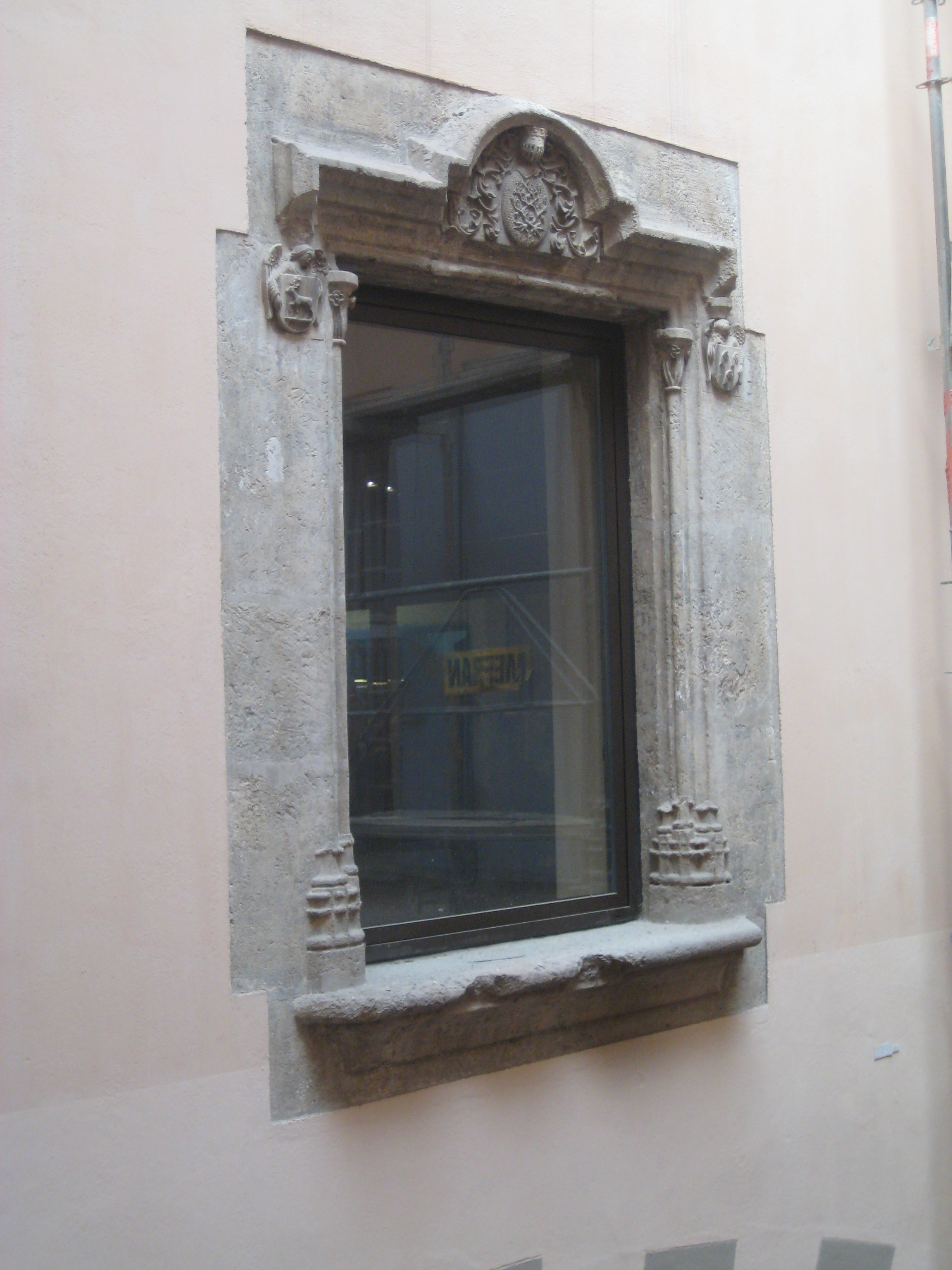
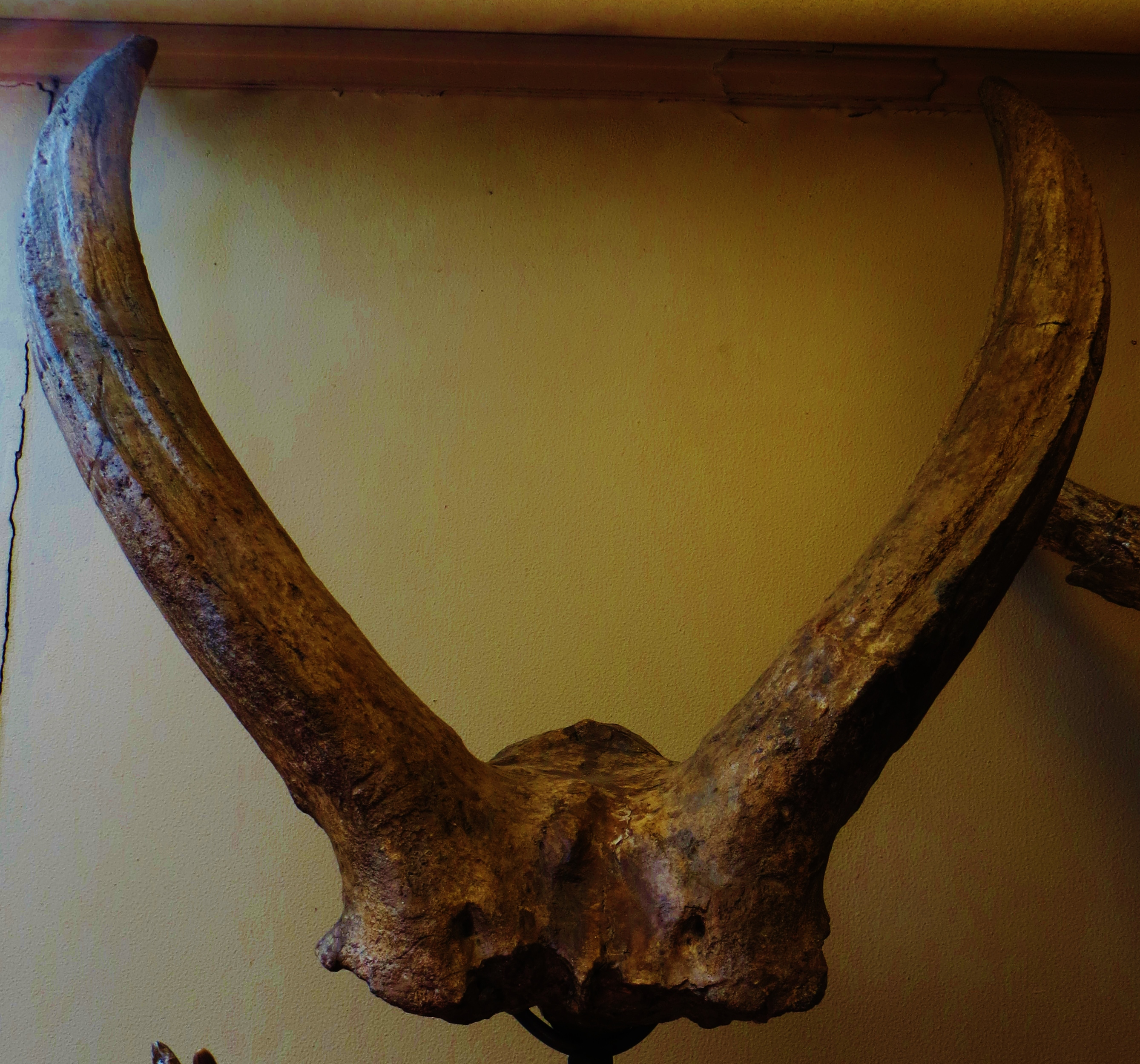
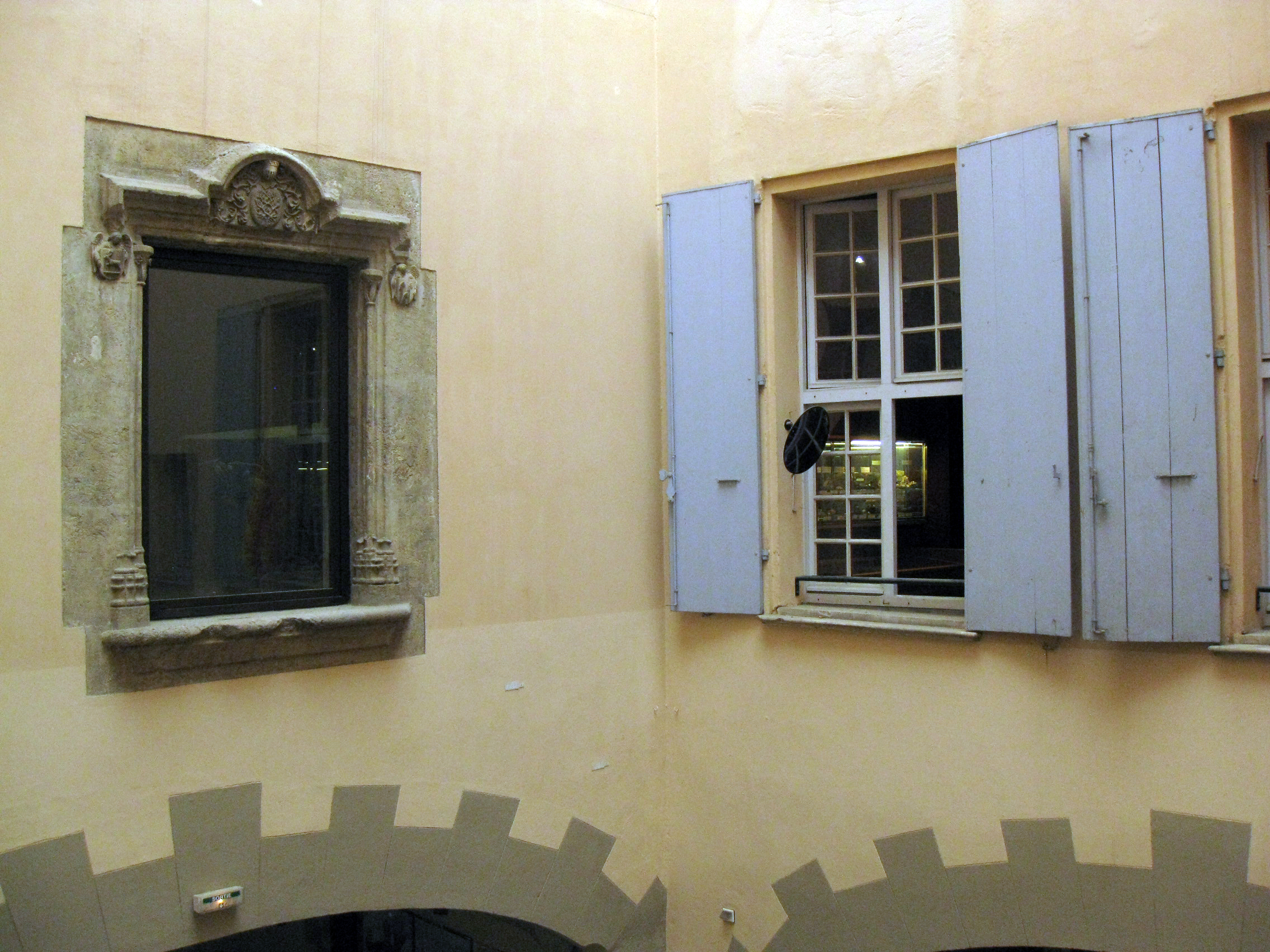
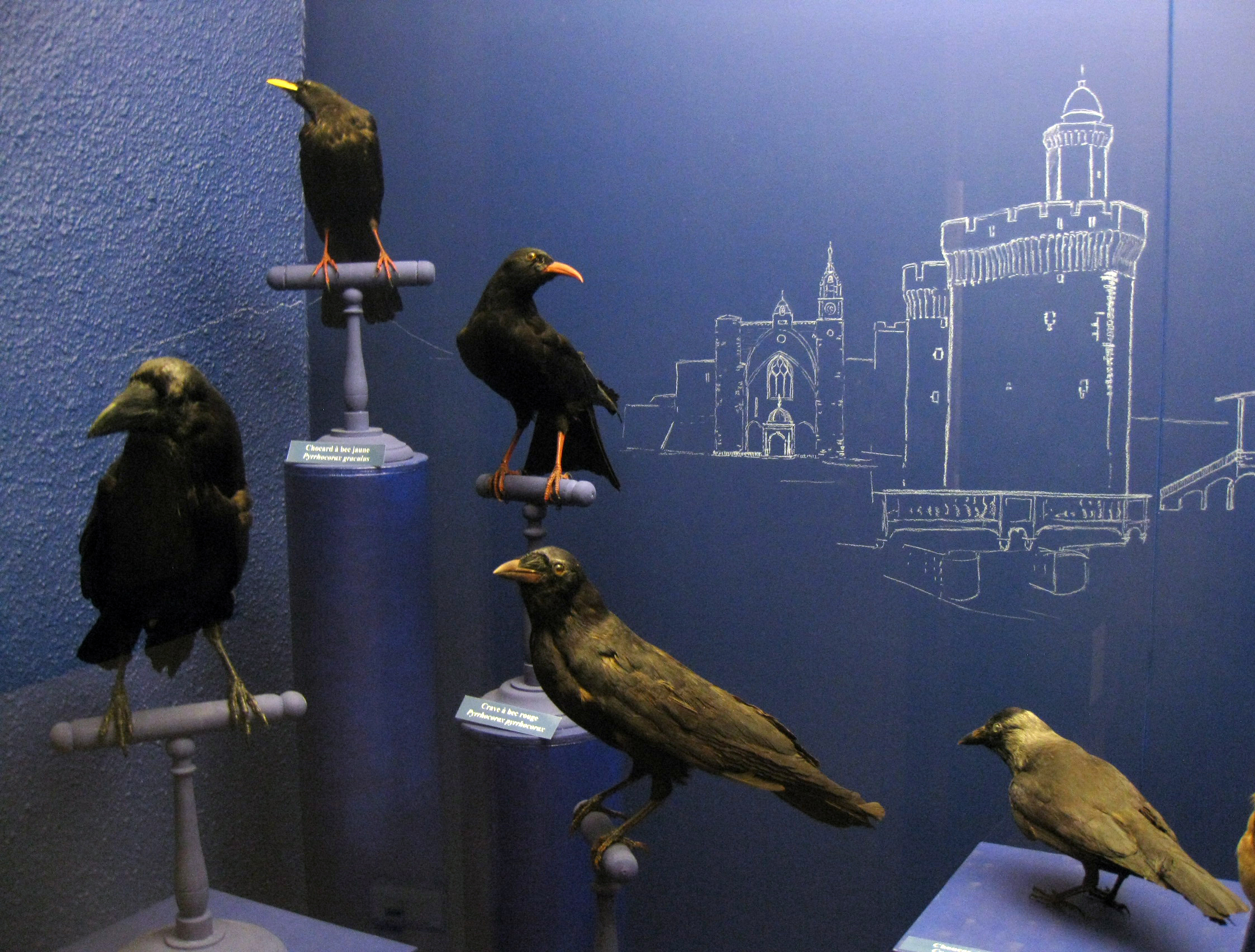
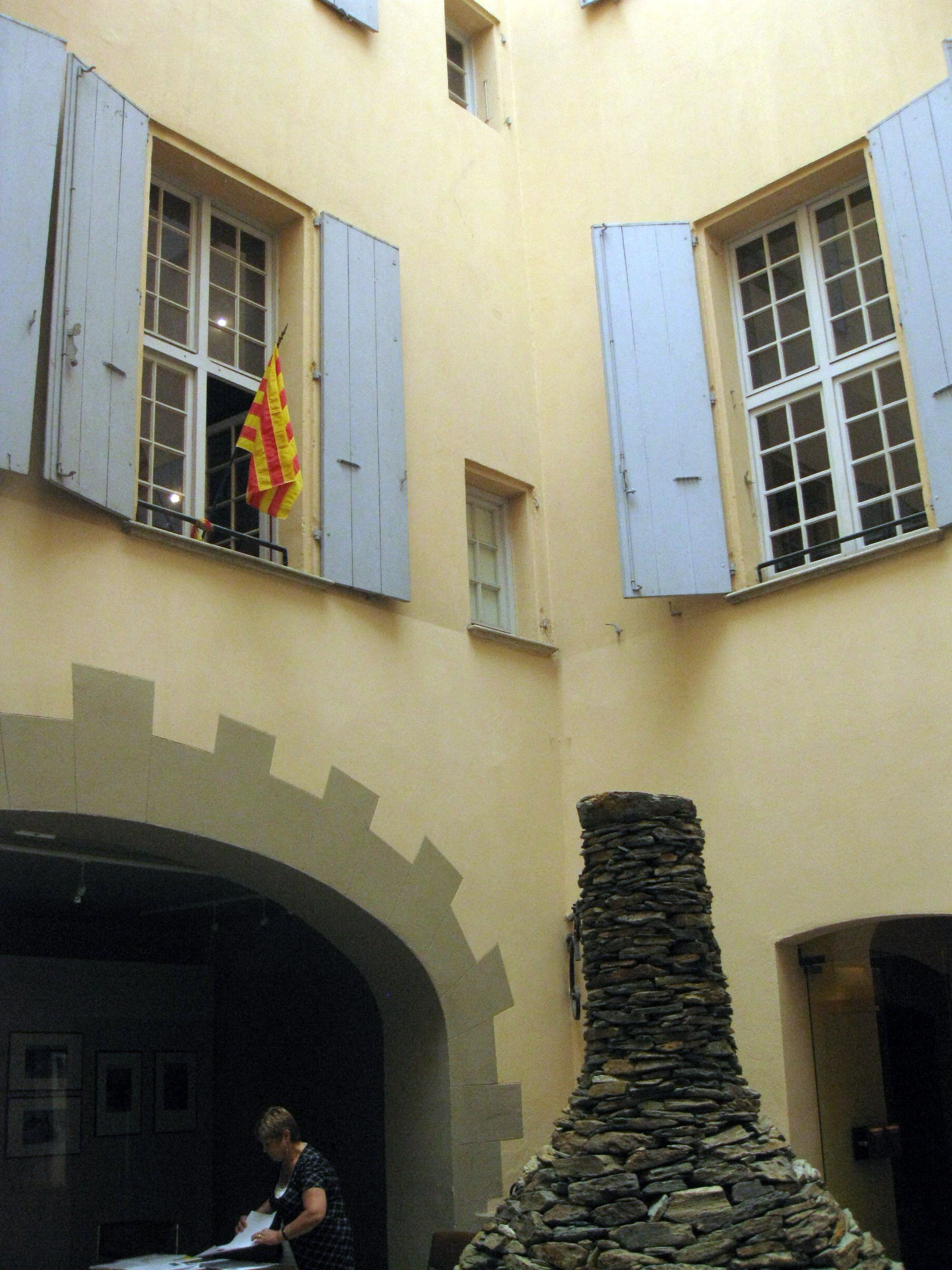
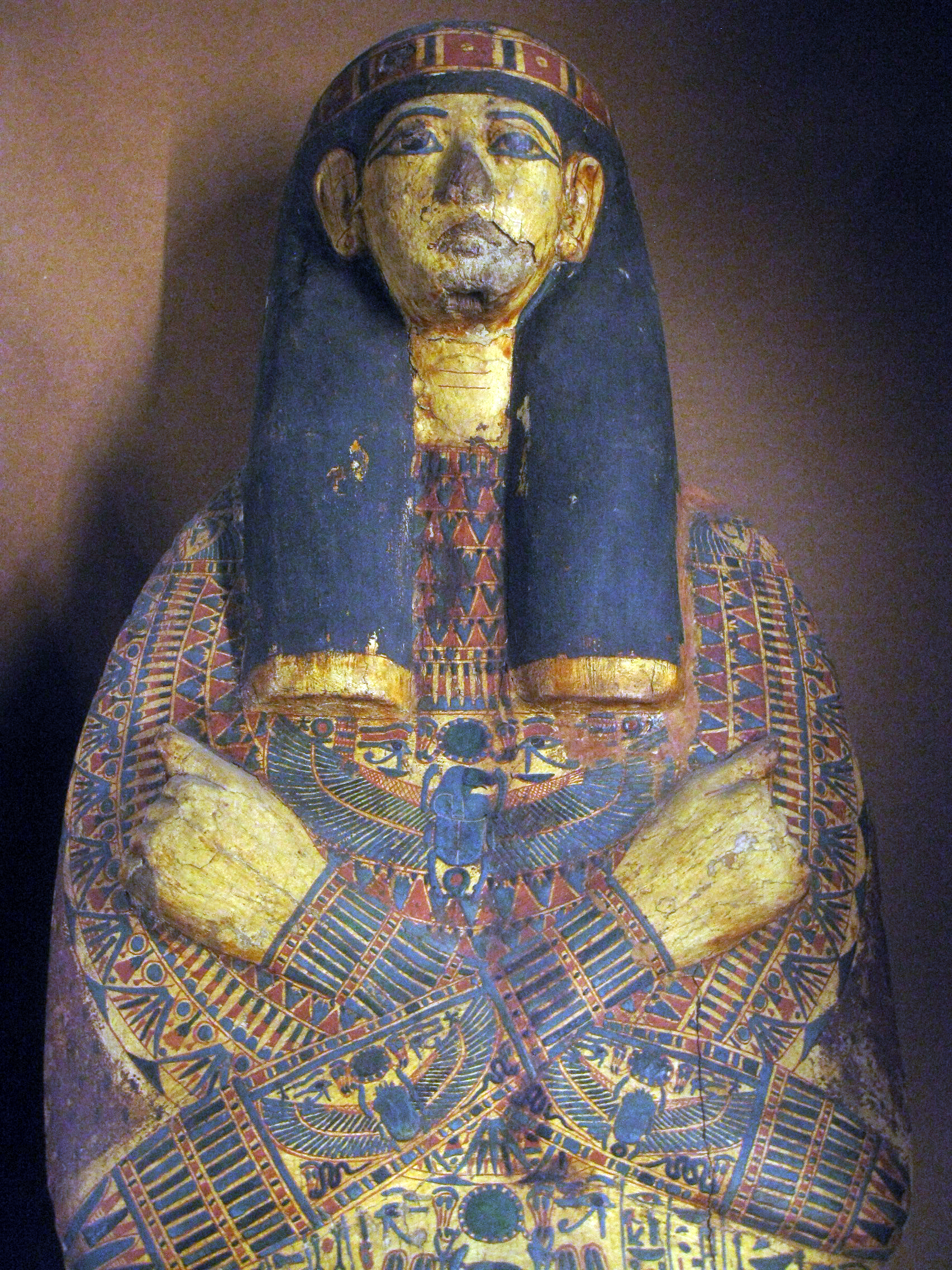